# Maksym Krywzow
Maksym Oleksandrowytsch Krywzow (ukrainisch Максим Олександрович Кривцов; * 22. Januar 1990 in Riwne; † 7. Januar 2024) war ein ukrainischer Dichter. Er war als Unteroffizier der ukrainischen Streitkräfte Teilnehmer des russisch-ukrainischen Krieges.

## Leben
Maksym Krywzow wurde 1990 in Riwne geboren und machte seinen Abschluss an der Kiewer Nationalen Universität für Technologie und Design.
In den Jahren 2013 und 2014 nahm Krywzow aktiv am ukrainischen Euromaidan teil und trat 2014, als der Krieg im Donbas begann, freiwillig in die Streitkräfte ein. Eine Zeit lang arbeitete Maksym Krywzow bei Veteran Hub. Im Jahr 2022 kehrte er freiwillig in den Militärdienst zurück.
Schon seit seiner Jugendzeit schrieb er Gedichte. Im Jahr 2023 veröffentlichte er den Gedichtband Gedichte aus dem Schützenloch, der vom PEN Ukraine als eines der besten ukrainischen Bücher des Jahres 2023 ausgezeichnet wurde.
Maksym Krywzow ist am 7. Januar 2024 im Alter von 33 Jahren in der Region Charkiw gefallen.

## Werke
- Вірші з бійниці (Gedichte aus dem Schützenloch). Nasch Format 2023, ISBN 978-617-8277-09-3

In deutscher Übersetzung: 
- Was kann in hingeben / Mein Kopf rollt von Waldung zu Waldung / Schlängelt die Straße sich krumm / "Maria" zu "Golgotha". In: die Horen: weil die Wunden Vögel werden. Landschaften der Ukraine. Zusammengestellt von Halyna Petrosaniak und Natalka Sniadanko. Ausgabe 295. Wallstein, Göttingen 2024, ISBN 978-3-8353-5563-7